# Charles Frechon
Charles Frechon (Blangy-sur-Bresle, 4 febbraio 1856 – Rouen, 2 febbraio 1929) è stato un pittore francese, appartenente alla Scuola di Rouen.

## Biografia
Charles Frechon nacque a Blangy-sur-Bresle, un villaggio situato al confine tra Normandia e Piccardia, dove suo padre possedeva una fabbrica di sapone. Ospitato da suo zio, entrò nel 1879 nella Scuola Comunale di Pittura e Disegno di Rouen. Nel 1882 completò con successo la sua formazione artistica vincendo il premio messo in palio dal Ministro della Pubblica Istruzione e delle Belle Arti, consistente in 400 franchi. Di quel periodo ci rimangono pochi dipinti, infatti la maggior parte delle sue prime produzioni si perse nell'incendio della casa di famiglia a Blangy nel giugno 1940 durante l'invasione tedesca. Nel 1914, vinse il premio Bouctot alla Académie des sciences, belles-lettres et arts de Rouen.
Essendo diventato un membro della Scuola di Rouen, insieme a Charles Angrand e a Joseph Delattre, Charles Frechon svolse un ruolo di primo piano riguardo all'affermazione di un nuovo modo di pittura sulla scia dei grandi maestri impressionisti, rendendone la Normandia, alla fine del XIX secolo, uno dei suoi principali settori. All'inizio fu un vero rivoluzionario, ma progressivamente divenne uno dei guardiani di una pratica pittorica più tradizionale: la pittura all'aria aperta, in cerca di sensazioni fugaci della natura. Soprannominato il "pittore delle stagioni", instancabile nello studiare e nello scrutare i boschi, i campi durante il raccolto, il suo giardino o le strade della sua città, Frechon ottenne il successo dal 1890, ma rimase lontano dalla comunità artistica di Parigi, nonostante ne avesse un'immagine favorevole. La sua pittura aveva soggetti quotidiani e una ricerca meticolosa per creare l'atmosfera che li circondava e le sue variazioni. Spesso nella sua pittura si è dedicato a paesaggi e tratti naturali, come il sottobosco in autunno, la neve o i fiori di melo, tuttavia questi suoi soggetti erano scarsamente rappresentati nelle collezioni pubbliche.
Il Museo delle belle arti di Rouen gli ha dedicato una mostra nel 2008.

## Collezioni pubbliche
- Sous-bois (Sottobosco), Museo delle belle arti di Rouen [1]